# Pan de cardamomo

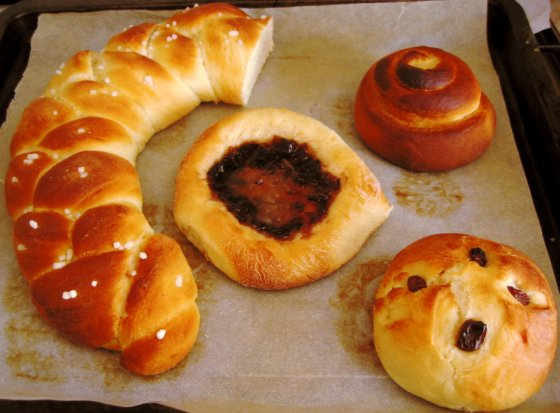
Varias piezas de pulla.

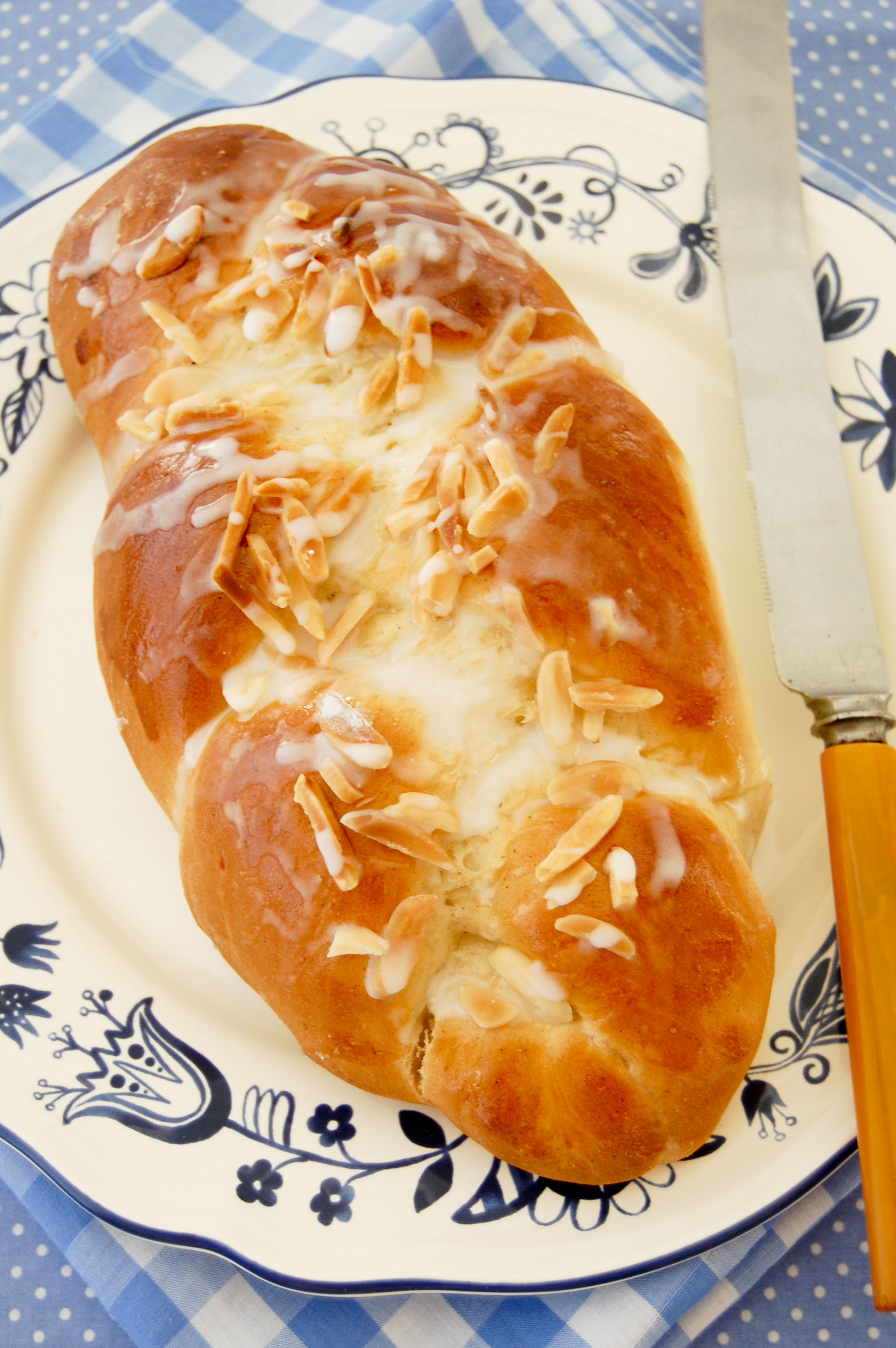
Pulla, un pan de cardamomo finlandés.

El pan de cardamomo es un tipo de pan condimentado con cardamomo. Este pan dulce, que suele hornearse por hogazas o en un molde de pastel bundt, se cubre con nueces picadas y glaseado de vainilla, necesitando habitualmente cerca de un día para prepararse. Cuando la masa ha subido, puede trenzarse para hacerlo más decorativo y festivo.
El pan y los bollos de cardamomo (en finés pulla o nisu; en sueco kardemummabröd y kardemummabullar) suelen comerse en Finlandia y Suecia. El pan de cardamomo se considera un plato tradicional entre los sueco-americanos. Los bollos de cardamomo se comen con café o té.
El cardamomo es una especia que se usa en varios países nórdicos para pasteles y galletas, incluyendo dulces tradicionales navideños en Suecia.
La pulla es un pan de postre finlandés algo dulce condimentado con semillas de cardamomo machacadas y ocasionalmente pasas o almendra fileteada.  También se conoce como nisu, que es la antigua palabra finesa que sigue usándose en algunos dialectos, a pesar de que originalmente significaba ‘trigo’.
Se elaboran en piezas con forma de trenza (pitko) con tres o más tiras de masa. Las trenzas también pueden moldearse como un anillo. Otras variantes de pulla incluye las redondas pequeñas parecidas a los scones ingleses pero cubiertos de azúcar y mantequilla, y unos rollos de canela mayores llamados korvapuusti. El exterior suele tener un glaseado ligeramente marrón, hecho con una capa de clara de huevo, leche o una mezcla de azúcar y café.
El pitko suele servirse en rodajas finas con café o en ocasiones especiales. Los pulla normales pequeños se sirven enteros.
El dulce también en la península alta de Michigan y el norte de Ontario, regiones de Estados Unidos y Canadá con gran población finlandesa.
| Calorías        | 300 | Sodio                 | 200 |
| Grasas totales  | 7   | Potasio               | 0   |
| Saturadas       | 1   | Carbohidratos totales | 52  |
| Poliinsaturados | 0   | Fibra dietética       | 4   |
| Monoinsaturados | 0   | Azúcares              | 10  |
| Trans           | 0   | Proteínas             | 8   |
| Colesterol      | 0   |                       |     |
| Vitamina A      | 0%  | Hierro                | 0%  |
| Vitamina C      | 0%  | Calcio                | 0%  |